# ГЕС Jíniú
ГЕС Jíniú (吉牛水电站) — гідроелектростанція у центральній частині Китаю в провінції Сичуань. Використовує ресурс із річки Géshénzhā, правої притоки Дадухе, котра в свою чергу є правою притокою Міньцзян (впадає ліворуч до Янцзи).
В межах проекту річку перекрили бетонною греблею висотою 23 метра та довжиною 198 метрів, яка утримує водосховище з об'ємом 2 млн м3 та нормальним рівнем поверхні на позначці 2378 метрів НРМ. Зі сховища ресурс транспортується по прокладеному у лівобережному гірському масиві дериваційному тунелю довжиною 22,4 км з перетином 5,9х6,8 метра. У підсумку він потрапляє до машинного залу, розташованого вже на березі Дадухе трохи вище за впадіння Géshénzhā.
Основне обладнання станції становлять дві турбіни типу Пелтон  потужністю по 120 МВт, які використовують напір у 457 метрів.